# Littérature paraguayenne
La littérature paraguayenne est l'ensemble de la littérature, orale et écrite, réalisée au Paraguay (entre 6 et 7 millions de Paraguayens vers 2024, pour 1,3 million vers 1950, et sans doute un nombre équivalent avant 1500), en guarani, en espagnol (castillan), ou dans toute langue minoritaire, amérindienne ou d'importation. Elle reste en Europe la plus méconnue des littératures sud-américaines[réf. nécessaire].

## Repères historiques
Quelques millénaires avant l'arrivée des Européens, trois siècles de colonisation espagnole (et portugaise), deux siècles de démocratie européenne interrompus par des guerres, quelques dictatures et un demi-siècle de général-président :
- 1516-1525 : premiers contacts avec les Guaranis-Charrúa, modeste colonie de Juan Díaz de Solís, épisode Sébastien Cabot.
- 1537 : fondation du fort d'Asuncion.
- 1537-1811 : colonisation espagnole (et portugaise).
- 1610-1767 : Mission jésuite du Paraguay, Missions jésuites des Guaranis.
- 1721-1725 et 1730-1735 : Révolte des Comuneros (avec en toile de fond la politique anti-Jésuites).
- 1754-1756 : guerre des Guaranis ou guerre des sept Réductions.
- 1776-1816 : Vice-royauté du Río de la Plata.
- 1813 : indépendance.
- 1810-1840 : José Gaspar Rodríguez de Francia (1760-1840).
- 1865-1870 : guerre de la Triple-Alliance.
- 1932-1935 : guerre du Chaco.
- 1935-1989 : dictatures militaires.
- 1947 : guerre civile paraguayenne.
- 1954-1989 : Alfredo Stroessner (1912-2006).
- 1992 : constitution démocratique.
- Liste des présidents du Paraguay

Les territoires correspondant au Paraguay actuel restent peu peuplés d'Européens au 16e siècle : en 1597 on en dénombre moins de 500, avec déjà beaucoup d'enfants métis, peu d'Indiens pacifiés, et un nombre flou d'autochtones "infidèles" (>500 000).
Vers 1750, Asuncion compte environ 1 000 habitants (européens). L'ensemble de la vice-royauté en 1778 compte moins de 100 000 habitants. Les réductions guaranis jésuites ont pu compter entre 100 000 et 300 000 habitants.
Même avec l'octroi de la citoyenneté à tous (les Amérindiens) en 1848, la région ne dépasse pas 500 000 administrés.
La Guerre de la Triple-Alliance provoque la mort de 500 000 individus.
Dans un tel contexte, la littérature espagnole, y compris religieuse, est le fait d'une minorité, pas très différente de la littérature argentine de l'époque.

## Histoire littéraire
- Francisco Barrios (?)
- Jorge Blanco[1]
- Carlos R. Centurión[2]
- Graciela N. Estigarribia de Fernández[3]
- Ezequiel González Alsina[4]
- Marcelino Pérez Martínez (1881-1915)[5], poète
- Gonzalo Zubizarreta-Ugarte, Los altos muros, desde lejos

### XVIesiècle
Le premier poète d'envergure est Luis Miranda de Villafañe (es) (1500c-1575c), auteur de la Comedia Pródiga (Séville, 1554) et de Romance élégiaque (vers 1540).
Le second est Martín del Barco Centenera (1535-1602), auteur de La Argentina (Lisbonne-1602).
Il existe des traces de poésie lyrique, satirique, et de théâtre (Juan Gabriel Lezcano, Gregorio de Acosta).
Ruy Díaz de Guzmán (es) (1559-1629), métis, bureaucrate colonial, chroniqueur créole, est le premier historien de la colonie.

### xviieetxviiiesiècles
L'historiographie, civile et militaire, du Paraguay, est religieuse et jésuite.
Antonio Ruiz de Montoya (1585-1652), de la Mission jésuite du Paraguay, auteur de La Conquista Espiritual (Madrid, 1639) et El Tesoro de la Lengua Guaraní (Madrid, 1639), est également, avec d'autres, à l'origine du guarani missionnaire (ou jésuite) (es), dialecte guarani en fonctionnement entre 1600 et 1767, très documenté.
Pedro Lozano (es) (1697-1752), autre jésuite historien et ethnographe de talent, est surtout l'auteur de la Descripción chorográphica [...] del Gran Chaco (Córdoba (Argentine)), illustrée par le père Antonio Machoni (es) (1671-1753).
Deux autres historiens de qualité sont José Guevara (1719-1806) et Joaquín Millas (1746-1809),

### XIXesiècle

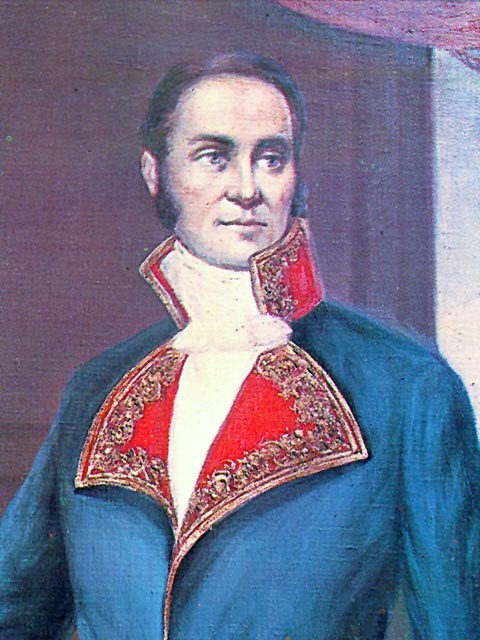
Fulgencio Yegros
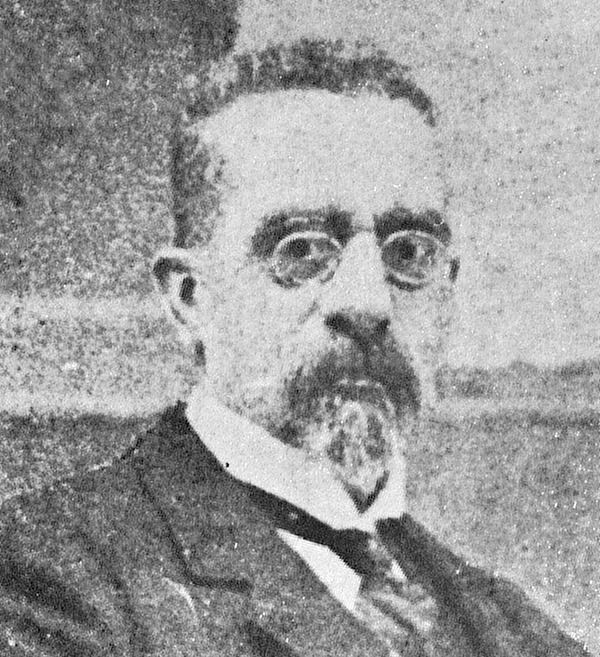
Victorino Abente y Lago
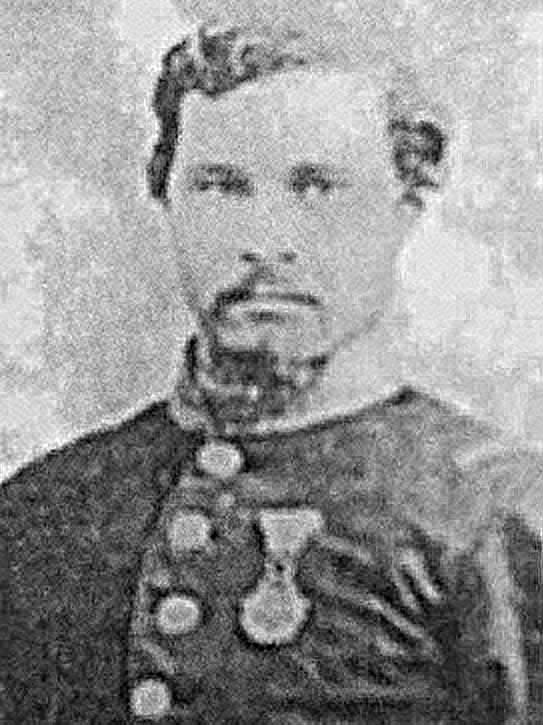
Juan Crisóstomo Centurión
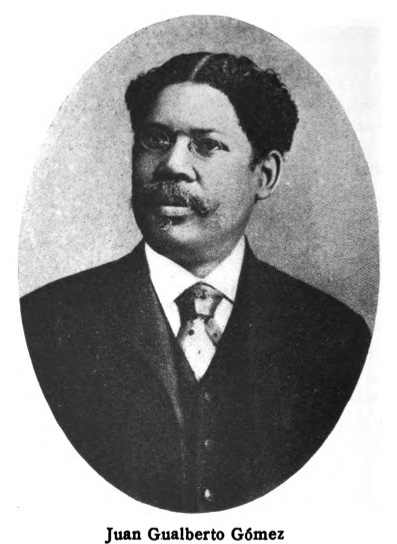
Juan Gualberto Gómez
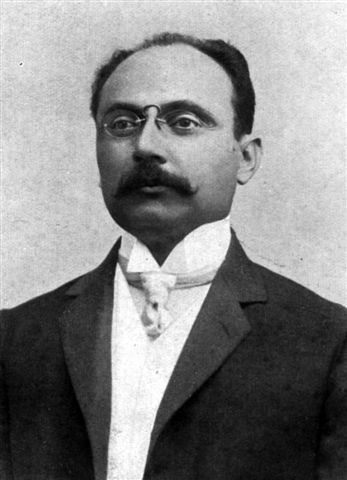
Cecilio Báez

Fulgencio Yegros (1780-1821), militaire, politique, poète, est en partie à l'origine de la Société patriotique littéraire, de l'Académie militaire, du Séminaire conciliaire et de la Bibliothèque publique, avant d'être exécuté en 1821, par son collègue consul José Gaspar Rodríguez de Francia (1766-1840), devenu Dictateur suprême et perpétuel (« Même la guitare était muette »).
Après ce quart de siècle d'isolement (1814-1840) émergent seulement la revue La Aurora (périodique) (es) (1860-1862) et Natalicio de María Talavera (es) (1839-1867), premier poète uruguayen répertorié, et pionnier du journalisme paraguayen, principalement en tant que correspondant de guerre.
Parmi les autres auteurs importants de la fin de siècle, souvent hommes politiques : 
- José Falcón (1810-1881)[11], historien
- Juan Crisóstomo Centurión (es) (1840-1909), journaliste, écrivain, diplomate, auteur de Viaje nocturno de Gualberto o Las reflexiones de un ausente (New-York, 1877)
- Facundo Machaín (es) (1845-1877), avocat, politique
- Victorino Abente y Lago (es) (1846 -1935), poète
- José Segundo Decoud (es) (1848- 1909), journaliste, politique, La literatura en el Paraguay (1889)
- Juan Silvano Godoi (es) (1850-1926), bibliothécaire, intellectuel
- Adolfo Decond (?) (1853-1883)
- Juan Gualberto Gómez (1854-1933), journaliste, politique, auteur de Noche nocturna, premier roman paraguayen
- Cecilio Báez (es) (1862-1941), journaliste, professeur, politique, président
- Delfín Chamorro (es) (1863-1931), éducateur (Méthode Chamorro), éditeur, journaliste
- Fulgencio R. Moreno (es) (1872-1933), journaliste, économiste, diplomate, historien, essayiste
- Blas Garay (es) (1873-1899), journaliste, avocat, historien

### XXesiècle

#### Première moitié

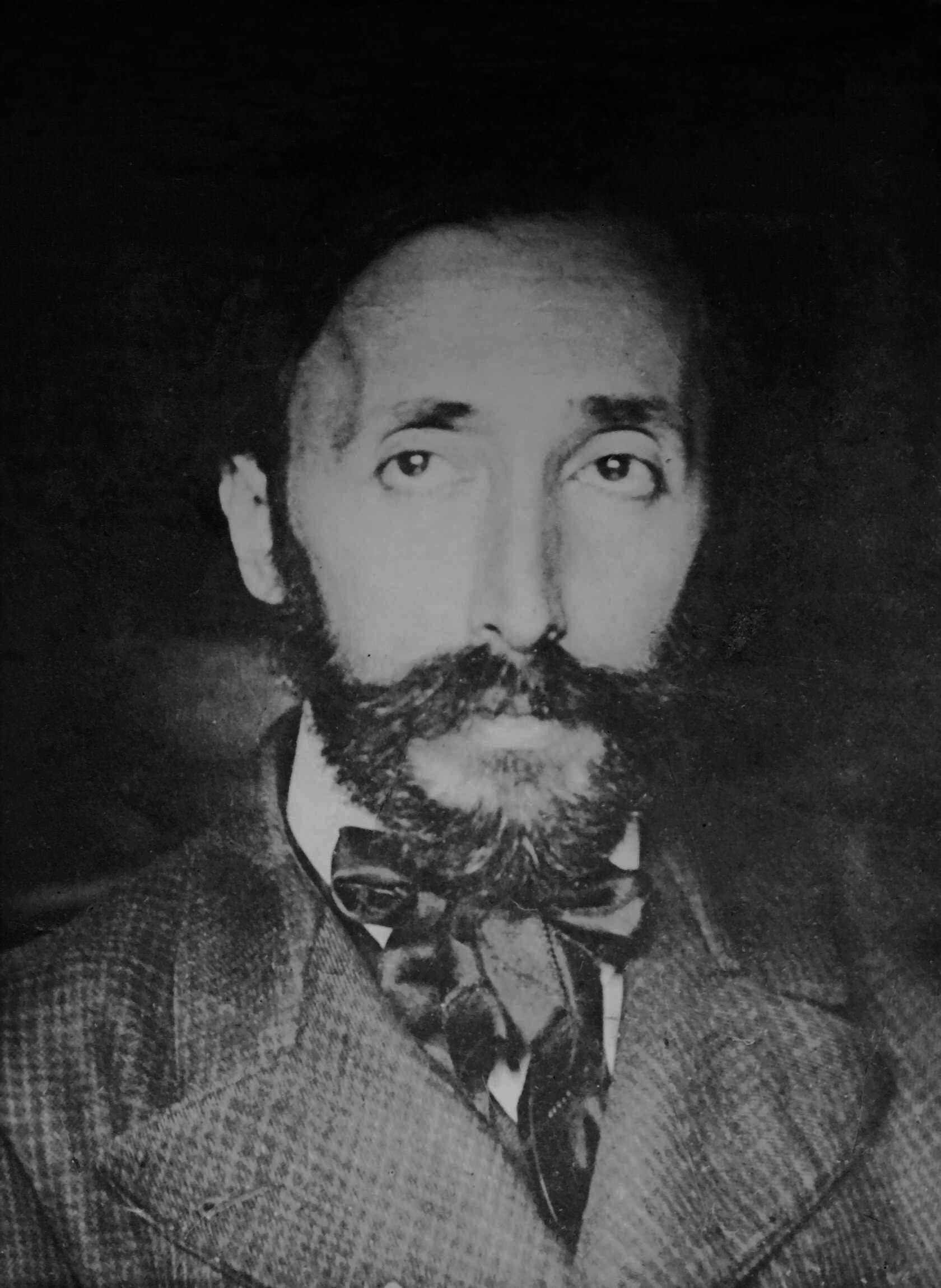
Rafael Barrett
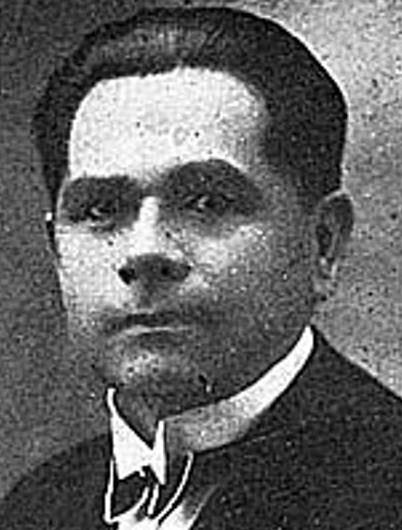
Narciso Ramón Colman
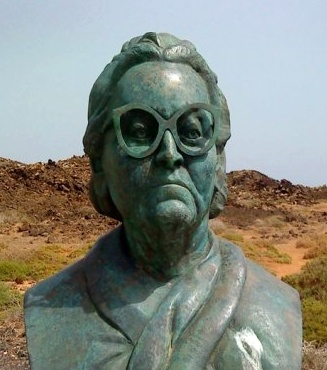
Josefina Pla
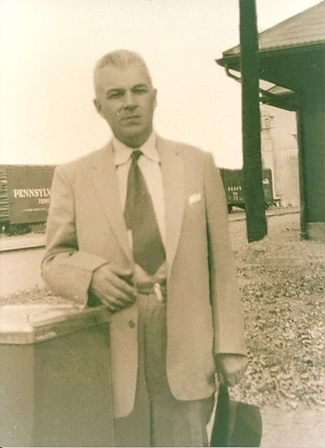
Félix Fernández Galeano

- Ercilia López de Blomberg (es) (1865-1962), poète, essayiste, romancier, Don Inca
- Arsenio López Decoud (es) (1867-1945), journaliste, politique
- Manuel Domínguez (es) (1868-1935), juriste, journaliste, orateur, politique
- Liberato Marcial Rojas (es) (1870-1922), journaliste, politique
- Manuel Gondra (es) (1872-1927), politique, président
- Alejandro Guanes (es) (1872-1925), poète, prosateur, professeur, journaliste
- Fulgencio R. Moreno (es) (1872-1933), journaliste, historien, économiste, fonctionnaire, diplomate
- Viriato Díaz-Pérez (es) (1875-1958), Revista del Instituto Paraguayo
- Rafael Barrett (1876-1910), écrivain, journaliste, philosophe
- Narciso Ramón Colman (es) (1876-1954), poète et prosateur en guarani
- Martín Goycoechea Menéndez (1877-1906)[12], poète, La nuit d'avant (1905)
- Juan Emiliano O'Leary (1879-1969)[13], journaliste, historien, essayiste, poète
- Ricardo Brugada Arrúa (1880-1920), journaliste[14]
- Ignacio Alberto Pane (es) (1880-1920), enseignant, journaliste, éditorialiste, politique
- Fortunato Toranzos Bardel (1881-1942)[15],[16]
- José Rodriguez Alcalá (1884-?)[17], Alcala (1905), El Paraguay en marcha .. (1907)
- Eloy Fariña Núñez (1885-1929), poète, nouvelliste, dramaturge, essayiste
- Teresa Lamas de Rodríguez Alcalá (es) (1887-1976), première romancière au Paraguay, Tradiciones del hogar (1921), Huerto de Odios (1944), La casa y su sombra (1955)
- Guillermo Molinas Rolón 1889–1945)
- Juan Stefanich (es) (1889-1979), journaliste, enseignant, militant, essayiste, Aurora (1920)
- Julio Correa (es) Myzkowsky (1890-1953), poète (en guarani), dramaturge (créateur du théâtre guarani), improvisateur, affairiste, militant
- Miguel Pecci Saavedra (en) (1890-1964), dramaturge, romancier (?)
- Concepción Leyes de Chaves (es) (1891–1985), dramaturge, essayiste, journaliste, Rio Lunado (1951)
- Pablo Max Ynsfrán (1894-1972)[18], intellectuel (et fils d'un vice-président)
- Emiliano R. Fernández (1894–1949)
- Manuel Ortiz Guerrero (es) (1894-1933), poète
- Justo Pastor Benítez (es) (1895-1963), journaliste, essayiste, politique
- Renée Checa (es) (1896-1963), poétesse (uniquement en français), Sillages (1933, Estelas en 1950)
- Leopoldo Ramos Giménez (es) (1896-1988), journaliste, poète, dramaturge, syndicaliste, politique (Partido Socialista Revolucionario (Paraguay))
- Juan Natalicio González (es) (1897-1956), journaliste, rédacteur, politique, président
- Nathalie Bruel Peres[19]
- Arturo Alsina (es) (1897-1984), dramaturge, La marca de fuego (1926), Flor de estero (1926), Evangelista, El derecho de nacer (1934)...
- Justo Pastor Prieto (es) (1897-1982), intellectuel, enseignant, journaliste
- Arturo Bray (es) (1898-1974), militaire, ministre, ambassadeur
- Félix Fernández Galeano (es) (1898-1984), poète, musicien, (en guarani)
- Juan F. Bazán (1900-1980)[20] Narrativa paraguaya y latinoamericana (1976), El Valle de las tormentas (1975), Del surco guaraní (1949)
- Hipólito Sánchez Quell (1900- ) (?)
- José Concepción Ortiz (1900- ) (?)
- Roque Centurión Miranda (es) (1900-1960), dramaturge
- Vicente Lamas (es) (1900-1982), journaliste, poète
- Darío Gómez Serrato (es) (1900-1985), poète en langue guarani, musicien
- Enriqueta Gómez Sánchez (1900- )
- Heriberto Fernández (1903-1927)
- Josefina Pla (1903-1999), poétesse, dramaturge, El precio de los sueños (1934)
- Dora Gómez Bueno de Acuña (es) (1903-1987), poétesse, enseignante, journaliste
- Carlos Zubizarreta (es) (1904-1972), avocat, fondateur de la revue Juventud, auteur d’Acuarelas paraguayas (1940), romancier
- Candido Samaniego Abente (1905- )
- Hérib Campos Cervera (es) (1905-1953), poète, Ceniza redimida, Hombre secreto, El buscador de fe
- Efraím Cardozo (es) (1906-1973), historien, politique
- José S. Villarejo (1907-)
- Julio César Chaves (es) (1907-1989), historien
- Gabriel Casaccia (es) (Bibolini) (1907-1980), fondateur du récit paraguayen moderne, sept romans (dont Mario Pareda (1939)) et La Babosa (1952), deux recueils de nouvelles, une pièce de théâtre
- Jorge Ritter (es) (1908-1977), médecin, romancier, dramaturge, essayiste, El pecho y la espalda (1962), La hostia y los jinetes (1969), La tierra ardía (1975)
- Arnaldo Valdovinos (es) (1908-1991), avocat, politique, poète, prosateur, Cosecha Celeste (1929), Bajo las botas de una bestia rubia (1932)...
- Mariella de Adler (1909-1991) (?)
- Ida Talavera de Fracchia (1910-1993)
- César Alonso de las Heras (1913-2004), prêtre, poète, dramaturge

#### Seconde moitié

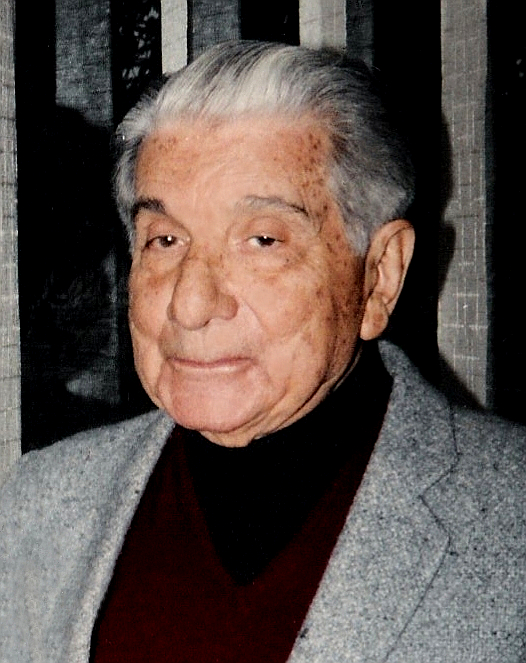
Augusto Roa Bastos
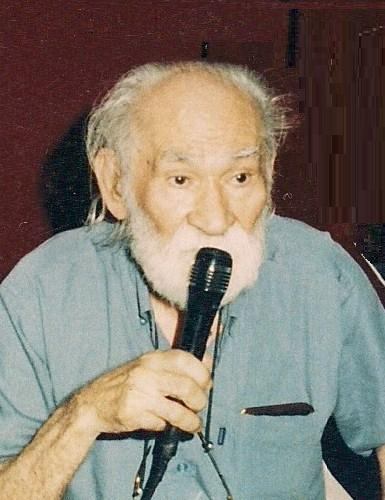
Felix de Guarania

- Carlos Miguel Jiménez (es) (1914-1970), poète
- Noemí Ferrari de Nagy (es) (1914-1992), poétesse, romancière, universitaire
- Carlos Federico Abente (es) (1914-2018), médecin, poète
- Augusto Roa Bastos (1917-2005), journaliste, poète, nouvelliste, romancier, Fils d'homme (1960), Moi, le Suprême (1974)[21]
- Hugo Rodríguez Alcalá (es) (1917-2007), essayiste, poète, enseignant, critique littéraire
- José María Rivarola Matto (es) (1917-1998), journaliste, essayiste, dramaturge, romancier, Follaje en los ojos (1952), Mi pariente el cocotero (1974)
- Raúl Amaral (1918-2006), poète, écrivain
- José Antonio Bilbao (1919-1998)[22], poète, essayiste
- Oscar Ferreiro (1921-2004)[23], poète, traducteur, essayiste
- Ana Iris Chaves de Ferreiro (1922-1993)[24], Fábulas modernas (1983), Chronique d'une famille (1966)
- Maybell Lebrón (1923-)[25], Pancha, une héroïne paraguayenne (2018), El eco del silencio (2005), Pancha (2000)
- Esther de Izaguirre[26],[27] (1923-), poétesse, narratrice
- Félix Giménez Gómez (es) (1924-2011, Félix de Guarania)[28], poète et prosateur
- Carlos Federico Abente (1924–2018), poète
- Santiago Dimas Aranda (es) (1924-2015), poète, narrateur, dramaturge
- María Luisa Artecona de Thompson (es) (1925-2005), jeunesse
- Elvio Romero (1926–2004), poète
- Elsa Wiezell de Espinola (es) (1926-2014), poétesse, enseignante
- José-Luis Appleyard (es) (1927-1998), journaliste, avocat, poète, dramaturge
- Elvio Romero (es) (1927-2004), poète[29]
- Cancio Giménez Benítez (1927-), poète, essayiste[30]
- Mario Halley Mora (es) (1928-2003), poète, journaliste, dramaturge, narrateur
- Ramiro Domínguez (es) (1930-2018)[31], juriste, poète, essayiste, dramaturge, enseignant, sociologue
- José María Gómez Sanjurjo (es) (1930-1988), poète, romancier
- Rubén Bareiro Saguier (1930-2014), poète, avocat
- Carlos Villagra Marsal (es) (1932-2016), intellectuel, essayiste, poète, romancier
- Lucy Mendonça de Spinzi (1932-2018)[32], La Camándula (2007)
- Neida Bonnet de Mendonça (1933-), enseignante, poétesse, d'origine argentine
- Juan Bautista Rivarola Matto (1933-1991), journaliste, narrateur, essayiste, dramaturge
- Dirma Pardo Carugati (1934-)[33], journaliste, nouvelliste, riomancière
- Sara Karlik (1935-)
- Margot Ayala (1935-)
- Alcibiades González Delvalle (es) (1936-), journaliste, dramaturge, narrateur, essayiste
- Francisco Pérez-Maricevich (1937- )[34],[35], poète, directeur de la Bibliothèque nationale
- Carlos Colombino (es) (Esteban Cabañas, 1937-2013)[36], plasticien, architecte, écrivain, El sueño
- Jorge Báez Roa (1937- )
- Miguel Angel Fernández (1938- )[37],[38], poète, essayiste, universitaire, critique d'art, éditeur
- Osvaldo González Real (1938- )[39], poète, essayiste, nouvelliste
- Mauricio Schvartzman (1939- )[40], sociologue, urbaniste
- Raquel Chaves (1939-), poétesse
- Carlos Martínez Gamba (1939–2010), poète
- Raquel Saguier (1940)[41], romancière
- Lita Pérez Cáceres (1940)[42], journaliste, romancière
- Teresita Torcida de Arriola (1940-1988)[43], d'origine argentine, Los cuentos de tía Lulú (1971), Farsa de una farsa (1972), Y soy. Y no (1975)
- Enrique Marini Palmieri[44] (1941-), universitaire, nouvelliste
- Jesús Ruiz Nestosa (es) (1941-), poète, journaliste, photographe
- Yula Riquelme de Molinas (1941)[45],[46], nouvelliste
- Jacobo Rauskin (es) (1941- ), poète
- Roque Vallejos (Vallejos Pérez Garay, Roque) (1943-2006), poète, journaliste, critique, psychiatre, Los arcángeles ebrios (Les Archanges Ivres) (1964)
- Renée Ferrer de Arréllaga (es) (1944- ), poétesse, romancière, auteure de contes
- Augusto Casola (1944-2025)[47], poète, romancier
- Helio Vera (es) (1946-2008), avocat, éditorialiste, journaliste
- Guido Rodríguez Alcalá (es) (1946-), journaliste, historien, critique littéraire
- Chiquita Barreto (es) (1947-), nouvelliste, poétesse
- Jorge Canese (1947-)[48],[49],[50], médecin, poète, Más poesía (1977), Esperando el viento (1981), Paloma blanca, paloma negra (1982)
- Susy Delgado (1949-)
- Susana Riquelme de Bisso (1949-)[51], nouvelliste
- Luisa Moreno de Gabaglio (1949-)[52],[53],[54]
- Francisco (Pancho) Oddone (1950 ?), auteur de romans policiers, d'origine argentine[55]
- Lourdes Espínola (es) (1954-), poétesse, diplomate, critique
- Nila López (1954-)[56],[57], poète, dramaturge, journaliste
- Emilio Barón (1954-)
- Mario Casartelli (1954-)[58], poète
- Joaquín Morales (1955-)
- Amanda Pedrozo (1955-)[59], poétesse
- Delfina Acosta (es) (1956-), poétesse, journaliste, Poésie itinérante (1984), Todas las voces, Mujer (1986)
- Susana Gertopán (1956-), El callejón oscuro (2010-), Barrio Palestina
- Milia Gayoso Manzur (1962-)[60], nouvelliste
- Mabel Pedrozo (1965-)[61], poétesse, nouvelliste, avocate, journaliste
- Douglas Diegues (pt) (1965-), poète brésilien (?)
- Lourdes (Fernadez) Peralta (1966-), C'était septembre[62]
- Edgar Pou (1969-), poète[63]
- Enrique Marini Palmieri (1970 ?)[44],[64], universitaire, nouvelliste
- Víctor Montorfano (1960 ?- )[65]
- Ovidio Benítez Pereira (19??- )[66], poète, enseignant
- Efraín Enríquez Gamón (1940?- )[67], économiste, poète, essayiste, universitaire, ambassadeur
- Susana Gertopán[68]
- Cristino Bogado[69]
- Anibal Miranda (1960 ?)[70], historien, essayiste
- Génération 1980 : Mario Rubén Álvarez, Moncho Azuaga, Mario Casartelli, Pedro Céspedes, Sabino Giménez, Gladys Casaccia, Osmar Sostoa, Jorge Gómez Rodas, Amanda Pedrozo, Lito Pessolani, Lisandro Cardozo, Victorio V. Suárez, Enrique Denis, Darío Benítez Palmieri, Delfina Acosta, Susy Delgado, Mabel Pedrozo, Ramón Silva, María José Vallory, Merardo José Benítez, Ricardo de la Vega, Carmen Casartelli, Jorge Aymar, Miguel Ángel Meza et Marcos González. En poésie : María Eugenia Garay, Juan Pastoriza, Alfredo Rojas León, Raquel Saguier, Gloria Muñoz Yegros, Luis Ughelli, Nila López, Lourdes Espínola, María Elina Olmedo, Gilberto Ramírez Santacruz, Cristian González Safstrand, Vicente Duré...
- Génération 1990, Pájaro Azul (Oiseau bleu) : Alberto Luna, Iván Ramón González, Domingo Aguilera, Pedro Maidana, Diana Lesme, Carlos López, Walter Rojas, Luisa Moreno Sartorio, María del Carmen Paiva, Elinor Puschkarevich, Nora Friedmann. Romanciers et nouvellistes : Neida Bonnet de Mendonça, Stella Blanco Sánchez, Carmen Escudero de Riera, Emi Kasamatsu, Dirma Pardo de Carugati, Raquel Saguier, María Beatriz Bosio, María Luisa Bosio, Susana Gertopán, Maybell Lebron, Lucy Mendonça de Spinzi, Gloria Paiva, Margarita Prieto Yegros, Susana Riquelme de Bisso, Yula Riquelme de Molinas, Lita Pérez Cáceres, Estela Flores Acosta. Poésie : Fernando Pistilli, Romualdo Santacruz, Tory Lubeka, Miguel Ángel Caballero Mora, Publicidad Martí, Juan Carlos Rodríguez Guerrero, Derlis Mereles, Chiquita Barreto, Iván González, Francesco Gallinari Sienra, Gilberto Ramírez Santacruz, Andrés Colrez Colmrez. Gayoso, Adriana Cardús, Hermes Giménez Espinoza, Luis Hernáez, Michael Brunotte.

### XXIesiècle
- Andrés Colmán Gutiérrez[71] (?-), El país en una plaza (2004)
- Marcos Ybañez (1968)
- Javier Viveros (1977- )
- Mabel Coronel Cuenca (1979)
- Néstor Amarilla (1980)
- Karina Vidallet (1996- )
- P3F (Poetas de las Tres Fronteras) : Douglas Diegues, Cristino Bogado, Edgar Pou et Jorge Canese
- Collectif Ediciones de la Ura, dont Lia Colombino, Fredi Casco, Ana Ayala, Javier Palma, Marcos Benítez

## Auteurs
- Écrivains paraguayens, Écrivains paraguayens par genre (es)
  - Julio Correa (1890-1953)
  - Hérib Campos Cervera (1905-1953), poète
  - Augusto Roa Bastos (1917-2005)
  - Gabriel Casaccia (1907-1980)
  - Josefina Pla (1909-1999)
  - Augusto Roa Bastos (1917-2005), nouvelliste, romancier, dramaturge
  - Elvio Romero (1926-2004)
  - Ricardo Mazó (es) (1927-1987), poète
  - Roque Vallejos (1943-2006), poète
  - Susy Delgado[72]
- Écrivains en guarani
  - Constante José Aguer, Néstor Amarilla
  - Elías Caurey, Mabel Coronel Cuenca, Julio Correa
  - Susy Delgado, Félix Fernández Galeano, Rigoberto Fontao Meza
  - David Galeano Olivera, Darío Gómez Serrato, Anselmo Jover Peralta
  - Silvano Mosqueira, Narciso Ramón Colman, Clementino Ocampos, Manuel Ortiz Guerrero
  - Ignacio A. Pane, Antonio Ruiz de Montoya, Natalicio de María Talavera, Javier Viveros

## Œuvres
- Œuvres littéraires paraguayennes
- Augusto Roa Bastos (1917-2005), Moi, le Suprême (1974)
- Tatukua (es) (2017), roman paraguayen en guarani d'Arnaldo Casco
- Génération 1970 : revues Criterio Magazine et Frente Magazine

## Institutions
- Prix Rómulo-Gallegos, Premio Iberoamericano Planeta-Casa de América de Narrativa (en)
- Prix PEN/Edward and Lily Tuck Award for Paraguayan Literature (en)